# Граймс (Алабама)
Граймс (англ. Grimes) — місто (англ. town) в США, в окрузі Дейл штату Алабама. Населення — 573 особи (2020).

## Географія
Граймс розташований за координатами 31°17′59″ пн. ш. 85°27′1″ зх. д. / 31.29972° пн. ш. 85.45028° зх. д. (31.299857, -85.450292).  За даними Бюро перепису населення США в 2010 році місто мало площу 3,24 км², уся площа — суходіл.

## Демографія
Згідно з переписом 2010 року, у місті мешкало 558 осіб у 224 домогосподарствах у складі 158 родин. Густота населення становила 172 особи/км².  Було 249 помешкань (77/км²).
Расовий склад населення:
| - 55,9 % — білих - 36,7 % — чорних або афроамериканців - 2,2 % — осіб інших рас |

До двох чи більше рас належало 5,2 %. Частка іспаномовних становила 2,9 % від усіх жителів.
За віковим діапазоном населення розподілялося таким чином: 27,2 % — особи молодші 18 років, 62,4 % — особи у віці 18—64 років, 10,4 % — особи у віці 65 років та старші. Медіана віку мешканця становила 35,5 року. На 100 осіб жіночої статі у місті припадало 86,6 чоловіків;  на 100 жінок у віці від 18 років та старших — 78,9 чоловіків також старших 18 років.
Середній дохід на одне домашнє господарство  становив 39 156 доларів США (медіана — 31 579), а середній дохід на одну сім'ю — 41 948 доларів (медіана — 32 083). Медіана доходів становила 33 125 доларів для чоловіків та 26 250 доларів для жінок. За межею бідності перебувало 19,1 % осіб, у тому числі 27,4 % дітей у віці до 18 років та 16,0 % осіб у віці 65 років та старших.
Цивільне працевлаштоване населення становило 239 осіб. Основні галузі зайнятості: виробництво — 19,2 %, мистецтво, розваги та відпочинок — 18,8 %, роздрібна торгівля — 18,0 %, освіта, охорона здоров'я та соціальна допомога — 18,0 %.